# GWF Berlin Championship
Die GWF Berlin Championship ist ein Wrestlingtitel der Wrestlingpromotion German Wrestling Federation (GWF). Zusammen mit dem GWF World Heavyweight Title ist der GWF Berlin Title der älteste aktive Deutsche Wrestlingtitel.

## Geschichte
Der Titel wurde am 13. Juli 1996 eingeführt, um den Wunsch der GWF-Fans nach einer Meisterschaft für lokale Auseinandersetzungen zu stillen. Zwischenzeitlich wurde der Titel aber auch außerhalb Berlins verteidigt. So z. B. in Weinheim, Rostock, Herne, Kiel, Oberhausen, Hennigsdorf und Lübeck. Die bekanntesten Titelträger sind der WWE-Superstar Alexander Wolfe (Axel Tischer), Serien-Star Pascal Spalter, Lucha Underground-Superstar Matt Cross und der ehemalige WWE Superstar PJ Black.

## Statistiken

### Rekorde
| Rekord                  | Rekordhalter            | Einheit       |
| ----------------------- | ----------------------- | ------------- |
| Meiste Regentschaften   | Pascal Spalter          | 3             |
| Längste Regentschaft    | Ahmed Chaer             | 1456 Tage     |
| Kürzeste Regentschaft   | Crazy Sexy Mike / Rambo | < 1 Tag       |
| Schwerster Titelträger  | Pascal Spalter          | 136 Kilogramm |
| Leichtester Titelträger | Vincenzo Coccotti       | 65 Kilogramm  |

### Liste der Titelträger (chronologisch)
| Wrestler                                                    | Nr. | Datum              | Ort                   |
| ----------------------------------------------------------- | --- | ------------------ | --------------------- |
| Der Titel wird als „GWF Berlin Title“ eingeführt.           |     |                    |                       |
| Marty Shaw                                                  | 1   | 13. Juli 1996      | Berlin, Deutschland   |
| Johnny Cash                                                 | 1   | 9. September 1997  | Berlin, Deutschland   |
| Crazy Sexy Mike                                             | 1   | 13. Februar 1999   | Berlin, Deutschland   |
| Flying Dragon                                               | 1   | 20. April 2002     | Berlin, Deutschland   |
| Der Titel wird in „GWF World Middleweight Title“ umbenannt. |     |                    |                       |
| Ahmed Chaer                                                 | 1   | 8. Oktober 2005    | Weinheim, Deutschland |
| Der Titel wird in „GWF Berlin Title“ umbenannt.             |     |                    |                       |
| Ivan Kiev                                                   | 1   | 3. Oktober 2009    | Berlin, Deutschland   |
| Cash Money Erkan                                            | 1   | 3. November 2012   | Berlin, Deutschland   |
| Pascal Spalter                                              | 1   | 2. November 2013   | Berlin, Deutschland   |
| Axel Tischer                                                | 1   | 1. Februar 2014    | Berlin, Deutschland   |
| Pascal Spalter                                              | 2   | 7. Juni 2014       | Berlin, Deutschland   |
| Rambo                                                       | 1   | 6. Dezember 2014   | Berlin, Deutschland   |
| Pascal Spalter                                              | 3   | 6. Dezember 2014   | Berlin, Deutschland   |
| Crazy Sexy Mike                                             | 2   | 2. Mai 2015        | Berlin, Deutschland   |
| Titel vakant                                                |     | 2. Mai 2015        | N/A                   |
| Chris Colen                                                 | 1   | 3. Oktober 2015    | Berlin, Deutschland   |
| Orlando Silver                                              | 1   | 6. Februar 2016    | Berlin, Deutschland   |
| Ivan Kiev                                                   | 2   | 4. Juni 2016       | Berlin, Deutschland   |
| PJ Black                                                    | 1   | 2. Juli 2016       | Berlin, Deutschland   |
| Matt Cross                                                  | 1   | 24. September 2016 | Rostock, Deutschland  |
| Rambo                                                       | 2   | 8. Oktober 2016    | Berlin, Deutschland   |
| Vincenzo Coccotti                                           | 1   | 11. März 2017      | Berlin, Deutschland   |
| Tarkan Aslan                                                | 1   | 8. April 2017      | Berlin, Deutschland   |
| Lucky Kid                                                   | 1   | 11. November 2017  | Berlin, Deutschland   |
| Cash Money Erkan                                            | 2   | 3. März 2018       | Berlin, Deutschland   |
| Cem Kaplan                                                  | 1   | 5. Mai 2018        | Berlin, Deutschland   |
| Angelico                                                    | 1   | 26. Januar 2019    | Berlin, Deutschland   |